# Мота (Асти)
Мота је насеље у Италији у округу Асти, региону Пијемонт.
Према процени из 2011. у насељу је живело 603 становника. Насеље се налази на надморској висини од 130 м.